# Kabuliwala
Kabuliwala è un film del 1957 diretto da Tapan Sinha.